# Cyrtulus galatheae
Cyrtulus galatheae is een slakkensoort uit de familie van de Fasciolariidae. De wetenschappelijke naam van de soort werd in 1967 voor het eerst geldig gepubliceerd door A.W.B. Powell.